# Alexandrine van Baden

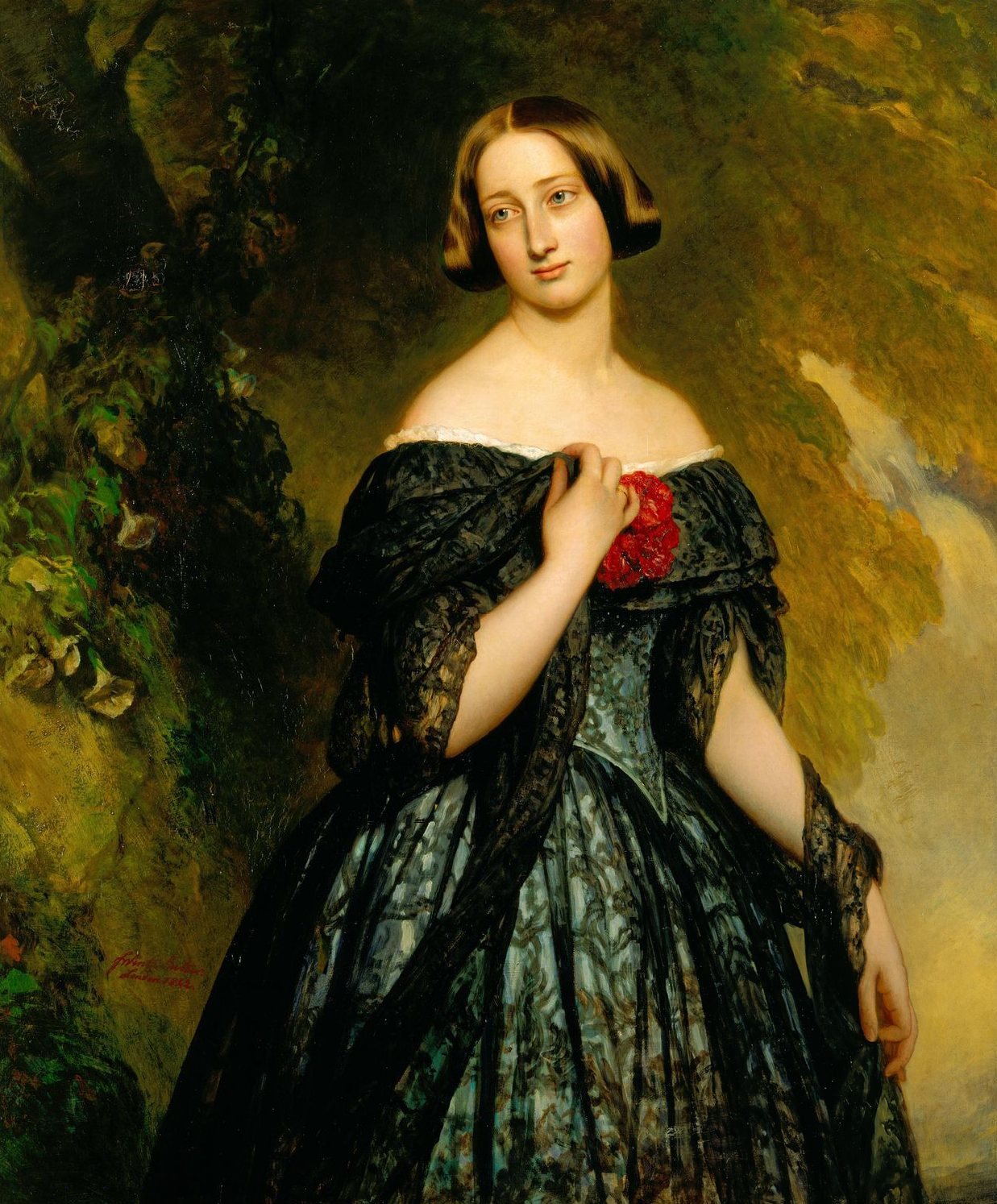
Alexandrina van Baden(schilderij van Franz Xaver Winterhalter)

Alexandrine Louise Amalia Frederika Elisabeth Sophie van Baden (Karlsruhe, 6 december 1820 — Slot Callenberg, Coburg, 20 december 1904), was een Duitse prinses.
Zij was het oudste kind van Leopold van Baden en Sofie van Zweden.
Zelf trouwde ze op 3 mei 1842 met erfhertog Ernst van Saksen-Coburg en Gotha. Het paar bleef kinderloos.
In populariteit onder de Coburger bevolking deden Alexandrine en Ernst niet veel voor elkaar onder. Nadat haar man in 1844 de regering van het hertogdom op zich had genomen, hield Alexandrine zich voornamelijk bezig met liefdadigheid. Zij was de drijvende kracht achter de oprichting van allerlei stichtingen die uitkeringen verzorgden voor weduwen en wezen. Ze verleende een Medaille voor Vrouwelijke Verdienste. Na haar eigen dood liet ze de stad Coburg een aanzienlijke som geld na, waarmee het Ernst Alexandrinen Volksbad werd gebouwd, ter nagedachtenis aan haar en haar negen jaar eerder overleden echtgenoot.